# 보스토크 로켓

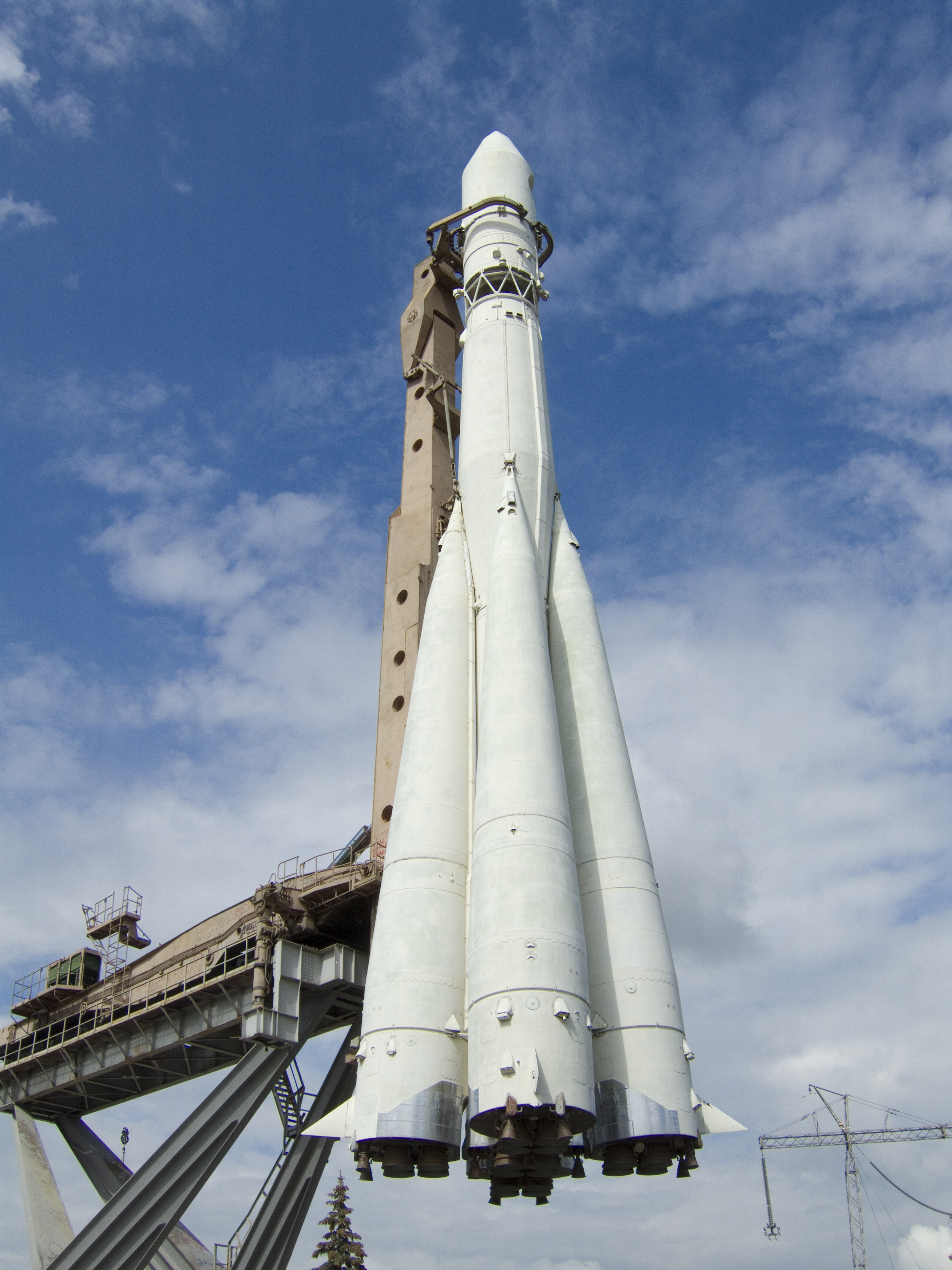

보스토크(러시아어: Восток)는 1959년부터 1991년 사이에 소련에서 사용된 우주선 발사를 위한 로켓이다. R-7 대륙간 탄도 미사일의 흐름을 구 로켓에서 3단식의 구조를 가진다. 세계 최초의 유인 우주선 보스토크 우주선을 발사하였고 그 외에도 다양한 파생형들이 루나 계획의 1호부터 3호 제니트 정찰 위성 · 메테오르 기상 위성 등 다양한 우주선 발사에 사용되었다. 이름은 "동쪽"이라는 의미.

## 같이 보기
- 보스토크 1호
- 보스토크 계획